# Sveti Andrej (Škofja Loka, Slovenija)
Sveti Andrej je naselje u slovenskoj Općini Škofji Loki. Sveti Andrej se nalazi u pokrajini Gorenjskoj i statističkoj regiji Gorenjskoj. 

## Stanovništvo
Prema popisu stanovništva iz 2002. godine naselje je imalo 92 stanovnika.